# 维也纳人民歌剧院

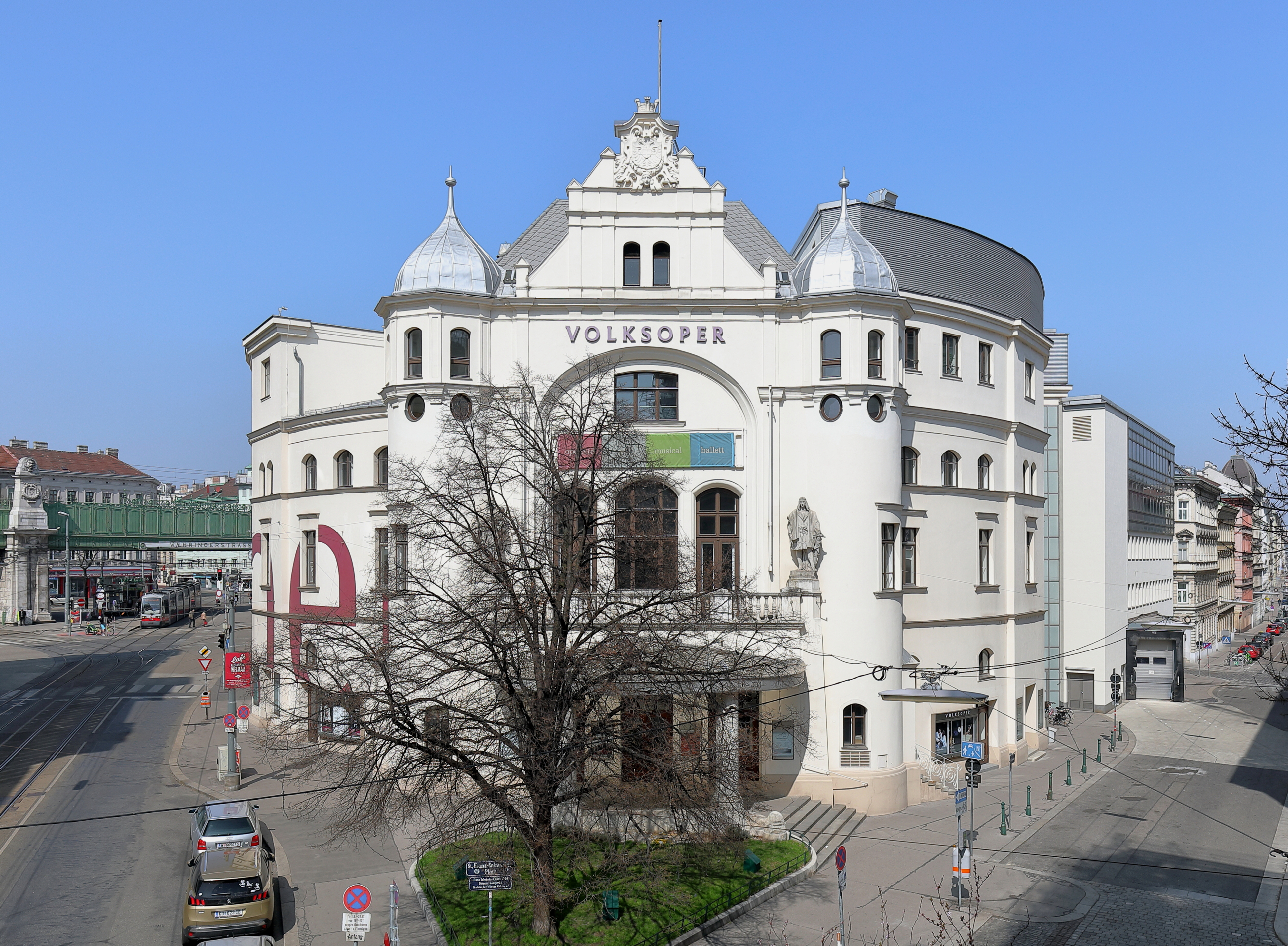

维也纳人民剧院（Volksoper Wien）是奥地利维也纳的一座歌剧院。

## 历史
该剧院建于1898年，名为皇帝金禧剧院（Kaiser-Jubiläums-Stadttheater），原本只演出戏剧，1903年因债务宣布破产。1903年9月莱纳西蒙接手，开始演出歌剧。《托斯卡》和《莎樂美》在维也纳的首场演出都在人民歌剧院（分别在1907年和1910年）。第一次世界大战前夕，人民剧院成为维也纳居于第二位的歌剧院。1929年后，它把重点放在轻歌剧。第二次世界大战后，维也纳人民剧院一度成为受损的维也纳国家歌剧院的替代场地。1955年，人民剧院恢复昔日的角色。每年从9月至6月，大约演出325场。

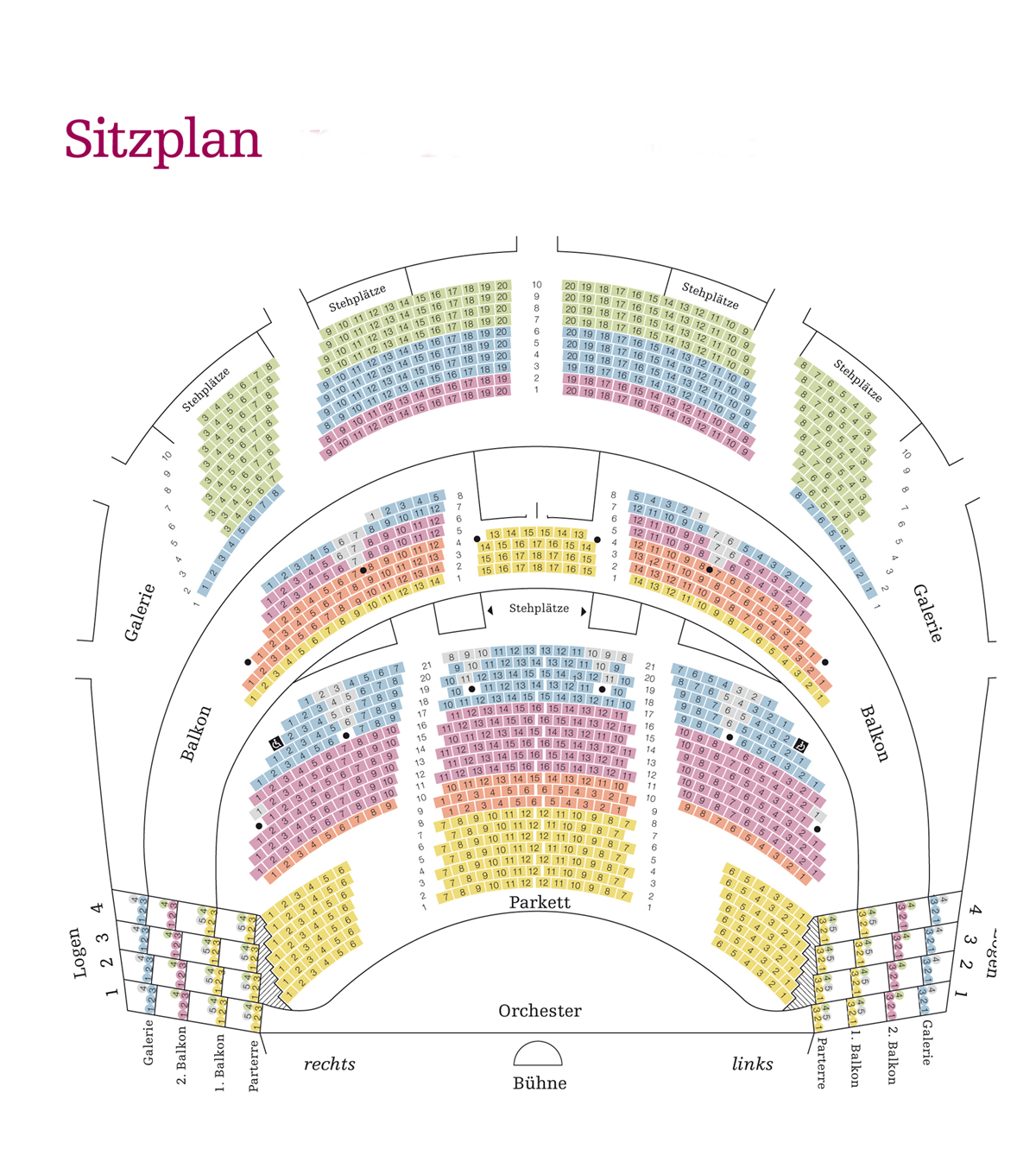
座位图

维也纳人民剧院分三层，共有1261个座位，72站立房间以及两个放置轮椅的地方。

## 外部連結
- Official website （页面存档备份，存于）, in English
- Profile from Wien.info （页面存档备份，存于）
- website Bundestheater Holding Website der Bundestheater Holding, in English

48°13′29″N 16°20′59″E / 48.22472°N 16.34972°E